# Курилів Валентина Іванівна
Курилів Валентина Іванівна (22 липня 1945, м. Маннгайм, нині земля Баден-Вюртемберґ, Німеччина) — канадський історик, автор, методист історії українського походження. Директор освітнього напряму Науково-освітнього консорціуму вивчення Голодомору (HREC) при Канадському інституті українських студій (КІУС) Альбертського університету. Очолює Комітет Навчання про Голодомор при Конґресі Українців Канади. 

## Походження та освіта
Народилась в 1945 році у таборі для переміщених осіб в Німеччині. Батьки Іван та Надія Михайловські - родом з Білогородки Київської області та Ічні з Чернігівщини. Вони зустрілися в Німеччині під час Другої світової війни, куди були вивезені, як остарбайтери.
Через сталінські репресії проти самого батька і знищення його родини було прийнято рішення не повертатися в Україну. Так вони опинилися в таборі для біженців ООН. 
В 1950 році родина (батько, мати, Валентина та сестра Лідія) виїхала до Канади та оселилася в Монреалі (Квебек), де брала активну участь у житті української громади.
В.Курилів навчалась у місцевій протестантській школі, де викладання велось англійською мовою. З третього класу вивчала також французьку мову.
Закінчила Університет Макгілла в Монреалі.
З середини 1970-х років викладає всесвітню історію в державних школах міста Торонто (провінція Онтаріо, Канада). 
В.Курилів працювала заступником директора в Українській школі імені Цьопи Паліїв в у Торонто. Працюючи методистом, співпрацювала з Онтарійським інститутом дослідження освіти при Торонтському університеті.
Для шкіл м. Торонто вона розробила навчальні матеріали "Великий Голод 1932-1933 років". Також організувала проведення семінару на тему "Інтернування українців у Канаді під час Першої світової війни" для викладачів історії провінції Онтаріо.

## Методист
В.Курилів підготувала курс методики "Викладання історії та соціальних досліджень для викладачів України". Цей курс дає пропозиції про те, як викладати історію з використанням інтерактивних методів і навичок критичного мислення. Завдання сучасного вчителя - демократизувати клас, визнаючи унікальність кожного учня. Адже в глобальний "інформаційний вік" важливо вчителям відмовитись від традиції передачі фактичної інформації, а замість цього, навчити учнів та студентів думати, аналізувати та інтерпретувати історію.
В 1993—2008 рр. працювала методистом на курсах підвищення кваліфікації вчителів історії України. Відвідуючи Україну, В.Курилів викладала авторський курс "Методика викладання історії" у Львові, Одесі, Луцьку, Тернополі, Хмельницькому, Чернівцях, Донецьку, Харкові, Києві, Василькові (Київська область).
З 2003 р. В.Курилів спеціалізується на проведенні семінарів про Голодомор 1932—1933 років для вчителів історії у Києві, Полтаві, Сумах, Харкові.
В 2003 та 2005 роках вона читала курс із методики викладання історії у Національному педагогічному університеті імені М. П. Драгоманова (Київ). Потім, у 2006 р. — у Харківському національному педагогічному університеті імені Григорія Сковороди.
З 2007 року проводить майстер-класи для вчителів історії та соціальних дисциплін у Торонто, Едмонтоні, Вінніпезі та інших містах Канади та Америки.
В.Курилів домоглася запровадження до навчальних програм провінції Онтаріо з історії, політології, права, релігії та інших дисциплін тематики Голодомору 1932—1933 років в Україні.
В.Курилів є автором "Майстерні історика Викладання людських прав та Голодомору у ХХІ столітті" (The Historian`s Craft lesson on the Holodomor)

## Громадська робота
В 2004 році  була міжнародним спостерігачем на виборах Президента України. 
З 2009 року очолює Комітет Вивчення Голодомору для освітян при Конґресі Українців Канади.
Одночасно, з 2013 року обіймає посаду директора Центру  вивчення Голодомору Канадського інституту українських студій при Альбертському університеті (Едмонтон).
Також брала активну участь і в інших сферах життя української громади Канади. Обіймала посаду віце-президента Канадсько-Української іміграційної служби та займала різні посади и Товаристві Української опери Канади. 

## Нагороди
- Відмінник освіти України (2004).
- Шевченківська медаль Конґресу Українців Канади (2013).
- The Queen Elizabeth II Diamond Jubilee Award (2013).
- Медаль Володимира Великого Світового Конґресу Українців (2018).
- Гуманітарна премія ім. Маркіяна Охримовича (2019).

## Публікації
- Курилів Валентина Іванівна. Методика викладання історії [Текст] : Курс підвищення кваліфікації вчителів історії / Валентина Курилів. - Львів ; Торонто : Світ, 2003. - 248 с. : іл. - Бібліогр.: с. 246-247. - ISBN 966-603-250-3
- Курилів Валентина Іванівна. Методика викладання історії [Текст] : Курс підвищення кваліфікації вчителів історії: Навчальний посібник / В. І. Курилів. - Харків, Торонто : Ранок : Веста, 2008. - 256 с. - ISBN 978-966-08-2429-4
- The Unknown Genocide. Holodomor in Ukraine 1932—1933. Toronto, 2008;
- Holodomor in Ukraine, the Genocidal Famine 1932—1933: Teaching Materials for Teachers and Students. Toronto: CIUS PRESS, 2018.
- Toten, Samuel, Ed. Teaching about Genocides, insights and advice from secondary teachers and professors, Volume I, Rowman and Littlefield, New-York, 2018.